# جاستن باريت (سياسي)
جاستن باريت (بالإنجليزية: Justin Barrett)‏ هو سياسي أيرلندي، ولد في 13 أبريل 1971 في مقاطعة تيبيراري في جمهورية أيرلندا. حزبياً، نشط في National Party (Ireland, 2016) ‏.